# 362420 Rolandgarros
362420 Rolandgarros este o planetă minoră (asteroid), cu un diametru de 3,77 km, din centura de asteroizi. A fost descoperită pe 14 august 2004 la Saint-Sulpice de Bernard Christophe⁠(d) și a fost numită după Roland Garros. 
Obiectul prezintă o orbită caracterizată de o semiaxă mare de 3,0144578169841 UAi, o excentricitate de 0,1242792494336, o înclinație de 11,216332439919 ° în raport cu ecliptica.